# Aniba hypoglauca
Aniba hypoglauca là loài thực vật có hoa trong họ Nguyệt quế. Loài này được Sandwith miêu tả khoa học đầu tiên năm 1932.